# Adrián Rodríguez
Adrián Rodríguez Moya mais conhecido como Adrián Rodríguez (Cornellá de Llobregat, 28 de novembro de 1988) é um ator e cantor espanhol. Ficou conhecido por protagonizar a série da rede de televisão Antena 3, Física o Química, como David Ferran, de 2009 a 2011.

## Series de televisión
| Televisão  | Televisão              | Televisão           | Televisão                                        |
| Ano        | Título                 | Papel               | Notas                                            |
| ---------- | ---------------------- | ------------------- | ------------------------------------------------ |
| 2005– 2008 | Los Serrano            | David « DVD » Borna | Protagonista - Temporadas 4,5,6,7,8              |
| 2009–2011  | Física o Química       | David Ferran        | Protagonista - Temporadas 3,4,5,6,7              |
| 2012       | Gocca                  | Héctor              | Personagem Secundário (1 Episodio) - Capítulo 2  |
| 2012       | Cenizas y el Edén      | Sergio              | Personagem Secundário (1 Episodio) - Capítulo 3  |
| 2014       | Los misterios de Laura | Sergio              | Personagem Secundário (1 Episodio) - Capítulo 27 |
| 2014       | #XQEsperar             | Adrián              | Protagonista (10 episódios)                      |
| 2014       | El chiringuito de Pepe | Daniel "Dani" Leal  | Protagonista                                     |
| 2014       | Pequeños Gigantes      | Coach               | -                                                |